# Favites favosa
Favites favosa is een rifkoralensoort uit de familie van de Merulinidae. De wetenschappelijke naam van de soort is voor het eerst geldig gepubliceerd door John Ellis & Daniel Solander.